# بطولة أمريكا المفتوحة 1983 - الزوجي المختلط
في بطولة أمريكا المفتوحة 1983 - الزوجي المختلط فاز كل من إليزابيث سميلي وجون فيتزجيرالد على باربارا بوتر وفيردي تيجان في المباراة النهائية بنتيجة 3–6، 6–3، 6–4.

## التوزيع
1. باربارا بوتر /  فيردي تيجان (النهائي)
2. كاثي جوردان /  إليوت تيلتشير (الجولة الثانية)
3. ويندي تيرنبول /  جون لويد (نصف النهائي)
4. شارون والش /  ديك ستوكتون (تنس) (ربع النهائي)
5. كلاوديا مونتيرو /  كاسيو موتا (الجولة الأولى)
6. بيلي جين كينغ /  تري والتك (الجولة الثانية)
7. جوان راسل /  إريك فروم (تنس) (ربع النهائي)
8. روزماري كاسالس /  بوتش والتز (الجولة الأولى)

## المباريات

### مفتاح
- Q = متأهل Qualifier
- WC = وايلد كارد Wild Card
- LL = خاسر محظوظ Lucky Loser
- Alt = بديل Alternate
- SE = Special Exempt
- PR = تصنيف محمي Protected Ranking
- w/o = فوز سهل Walkover
- r = انسحاب Retired
- d = Defaulted
- SR = Special ranking
- ITF = ITF entry
- JE = Junior exempt

### النهائي
| النهائي |                                     |   |   |   |
|         |                                     |   |   |   |
|         |                                     |   |   |   |
| 1       | باربارا بوتر فيردي تيجان            | 6 | 3 | 4 |
|         | إليزابيث سميلي جون فيتزجيرالد (تنس) | 3 | 6 | 6 |